# Rugathodes acoreensis
Rugathodes acoreensis là một loài nhện trong họ Theridiidae.
Loài này thuộc chi Rugathodes. Rugathodes acoreensis được Jörg Wunderlich miêu tả năm 1992.